# エビシー
エビシーは、日本の近畿地方の広域テレビ局・朝日放送テレビ（ABCテレビ）、および同局の兄弟会社のラジオ局・朝日放送ラジオ（ABCラジオ）のマスコットキャラクター。

## 概要
キュキュに代わり2015年6月より朝日放送（当時）創立65周年を記念して採用されたキャラクター。2015年6月15日に『おはようコールABC』『おはよう朝日です』に出演し、デビューを果たした。着ぐるみでの登場が主体で一切喋らない、その為にいつも大げさな手ぶり身振りの行動でアピールする。エビシー公式などである動画でもほとんど喋らない。

## 特徴
- 朝日放送グループホールディングス社屋前を流れる中之島の堂島川近辺で発見された未確認動物[2]。
- 6歳の男の子であり、出身はびわ湖[2]。
- 口はAの形であり、一本髪は朝日放送テレビのリモコンキーIDである「6」にかけて、6のようになっている。体長は朝日放送ラジオの周波数である1008kHzにかけて、1008mm=100.8cmである[2]。
- 憧れている人物は、『おはよう朝日です』に登場する朝おき太である[3]。

## 出演

### テレビ
- おはようコールABC
- おはよう朝日です（不定期で登場）
- キャスト（～2022年。16時・17時台のお天気）→newsおかえり（2022年～。16時・17時台のお天気を継続出演）
- エビ推シ〜（番宣番組）
- 1日の放送開始・終了時のジャンクション（ただし平日は原則終日放送であるので、未明の通信販売番組前後に放送）

### CM
- ABCハウジング（喜多ゆかりと共演）

## コラボレーション
ねったまくん
全国高校野球選手権大会中継で使用されるマスコットキャラクターで、コラボレーションアニメが挿入されている。また、第98回同大会以後の連動データ放送「ねったまくんじゃんけん」でコラボした賞品が当たるプレゼント企画が行われている。
魔法つかいプリキュア!
2016年7月31日よりプリキュアシリーズのオフィシャルショップ「プリキュア プリティストア」大阪・東京・福岡3店舗で同作品とコラボしたグッズが発売され、エビシーとエビシーの着ぐるみを着たキュアミラクル・キュアマジカル・キュアフェリーチェ・モフルンが描かれている。
映画 ヒーリングっど♥プリキュア ゆめのまちでキュン!っとGoGo!大変身!!
2021年3月20日公開の同作品において、コラボレーションとしてエビシーが出演するシーンがある。
映画 トロピカル〜ジュ!プリキュア 雪のプリンセスと奇跡の指輪!
2021年10月23日公開の同作品において、系列局北海道テレビのマスコットキャラクター・onちゃんと共に劇中に雪像として登場する。

## テレビアニメ
2021年1月7日（6日深夜）から3月25日まで、エビシーを主人公にしたテレビアニメ『エビシー修業日記』（エビシーしゅぎょうにっき）が放送された。朝日放送テレビ（ABC TV）をモデルとしたテレビ局「エビシTV」に入社した新入社員のエビシーが一人前のテレビマンになるべく奮闘する姿を描いた作品で、監督は青池良輔が務める。エビシー役は悠木碧、ヒロインのカワウソちゃん役は朝日放送テレビアナウンサー（当時）のヒロド歩美が演じる。

### 登場キャラクター

#### メインキャラクター
エビシー
声 - 悠木碧
エビシTVの新人ディレクター。
カワウソちゃん
声 - ヒロド歩美（当時朝日放送テレビアナウンサー）
エビシTVの看板アナウンサー。
ザリガニ先輩
声 - 高塚正也
エビシTVのディレクターで、エビシーの教育係。
コイサン
声 - 西脇保
ザリガニ先輩チームのADで、エビシーの先輩。
ヤゴ男
声 - 岩田光央
ザリガニ先輩チームのADで、エビシーの先輩。
エビコ
声 - AiriS
エビシーの妹。女子高生。
エビシーママ
声 - 水沢史絵
巨大なUMA。謎が多い。
エビジィ
声 - 岩田光央
エビシーの父方の祖父。

#### その他
カエル部長
声 - 西脇保
エビシTVの各部署の部長。似た姿が5人いる。
金ちゃん
カワウソちゃんのヘアメイク担当。
カメさん
声 - 高塚正也
ベテランのカメラマン。
カモやん
カメさんとコンビを組んでいる音声担当。
マナさん
美術部のドンと呼ばれている。
イモリさん
関係者入口に立っている警備員。
タニシさん
声 - 斉藤貴美子
大女優。
シジミ
声 - 水沢史絵
タニシのマネージャー。
アユミさん
声 - 水沢史絵
大女優。
カニ山さん
声 - 岩田光央
コメンテーター。かつては出版社で編集者をしていた。
ナマナマズ
声 - 西脇保
お笑い芸人。
ヌメ子
声 - 安井萌々花
ナマナマズの娘。

### スタッフ
- 原作 - 朝日放送グループホールディングス
- 監督 - 青池良輔[12]
- 脚本 - 伊澤理絵[12]
- 美術監督 - 松井久美
- 音楽 - 神村シゲゾー[12]
- 音楽プロデューサー - 安藤日出孝
- プロデューサー - 安井一成、蔡愛蓮、陳龑、景瑞波
- アニメーションプロデューサー - 高山晃、石原由加里、押場美波
- アニメーション制作 - ファンワークス[12]
- 制作協力 - 朝日放送テレビ
- 製作著作 - ABCアニメーション[12]、サンネクアニメーション（融創文化）

### 主題歌
「ハッピー募集中」
藤井フミヤの作詞・歌による主題歌。作曲は大島賢治が担当。

### 各話リスト
| 話数 | サブタイトル                         | 放送日        |
| ---- | ------------------------------------ | ------------- |
| #01  | 新人エビシー ガンバるシ〜            | 2021年 1月7日 |
| #02  | 愛くるシ〜！女子アナ カワウソちゃん  | 1月14日       |
| #03  | ニュース現場は おおいそがシ〜        | 1月21日       |
| #04  | なやまシ〜 テレビマン人生の選択！    | 1月28日       |
| #05  | カンペマスターの道はケワシ〜！       | 2月4日        |
| #06  | 共演NG?! ややこシ〜                  | 2月11日       |
| #07  | 注意！芸人さんのデリカシ〜！         | 2月18日       |
| #08  | 通してほシ〜！エビコvsガードマン！   | 2月25日       |
| #09  | 街頭インタビュー 涙ぐまシ〜！        | 3月4日        |
| #10  | 熱血！再現VTRダマシ〜！              | 3月11日       |
| #11  | ロケ交渉って超むつかシ〜！           | 3月18日       |
| #12  | うれシ カナシ〜 打ち上げパーティー！ | 3月25日       |

### 放送局
| 放送期間               | 放送時間                     | 放送局         | 対象地域   | 備考     |
| ---------------------- | ---------------------------- | -------------- | ---------- | -------- |
| 2021年1月7日 - 3月25日 | 木曜 1:32 - 1:41（水曜深夜） | 朝日放送テレビ | 近畿広域圏 | 制作協力 |

| 配信開始日   | 配信時間       | 配信サイト                                                                       |
| ------------ | -------------- | -------------------------------------------------------------------------------- |
| 2021年1月7日 | 木曜 6:00 更新 | U-NEXT dアニメストア TELASA ABEMA TVer J:COMオンデマンド みるプラス Video Market |

| 朝日放送テレビ 木曜（水曜深夜）1:32 - 1:41                                               | 朝日放送テレビ 木曜（水曜深夜）1:32 - 1:41  | 朝日放送テレビ 木曜（水曜深夜）1:32 - 1:41                                                                                        |
| 前番組                                                                                   | 番組名                                      | 次番組 |
| ---------------------------------------------------------------------------------------- | ------------------------------------------- | --- |
| エビ推シ〜 ※1:32 - 1:38タモリ倶楽部 ※テレビ朝日製作、1:38 - 2:14 - 【3分繰り下げて継続】 | エビシー修業日記 （2021年1月7日 - 3月25日） | お笑い実力刃 ※テレビ朝日製作、0:31 - 1:33エビ推シ〜 ※1:33 - 1:39タモリ倶楽部 ※テレビ朝日製作、1:39 - 2:15 - 【3分繰り上げて継続】 |